# Guild Wars 2
Guild Wars 2 — відеогра фентезійної тематики, жанру MMORPG, розроблена компанією ArenaNet і видана NCsoft. Гра є продовженням серії Guild Wars. Вперше анонсована 2007 року, й через п'ять років, а саме 28 серпня 2012, відеогра була випущена.

## Ігровий процес
Ігровий процес Guild Wars 2 відрізняється від Guild Wars. Кожен гравець може створити персонажа з 5 можливих рас і 8 різних професій. Професії є розділеними на 3 категорії, які різняться типом обладунків. Максимальний рівень, якого можна досягнути в грі, — 80.

## Гральний рушій
Guild Wars 2 використовує новий гральний рушії, розроблений ArenaNet. Він містить моделювання довкілля в реальному часі, покращену графіку і анімацію, а також використання фізичної системи Havok.